# Кузьмин, Николай Павлович
Николай Павлович Кузьмин (2 февраля 1929, Алтайский край — 15 января 2011) — российский писатель и литературный редактор. Автор около 30 книг.

## Биография
Родился 2 февраля 1929 года в Алтае.
Обучался на факультете журналистики Казахского государственного университета в Алма-Ате, окончил его в 1952 году. Затем там же много лет работал редактором в журнале «Простор».
С 1976 года жил и публиковался в Москве. Всего его перу принадлежит около 30 книг. Три из них вышли в серии «Пламенные революционеры».
В 1989 в журнале «Молодая гвардия» опубликовал автобиографические заметки «Ночные беседы».
В алма-атинский период своего творчества был близко знаком с выдающимся писателем Юрием Домбровским (1909—1978), который стал для него старшим наставником. Сложной и драматической судьбе Юрия Осиповича Николай Кузьмин посвятил свою последнюю книгу «Алма-Атинская повесть» (2010).
Скончался на 82-м году жизни 15 января 2011 года.

## Книги
- Кузьмин Н. П. Меч и плуг: Повесть о Григории Котовском. — М.: Политиздат, 1976. — 412 с. — (Пламенные революционеры). — 300 000 экз. (в пер.)

- Кузьмин Н. П. Рассвет: Повесть о Фёдоре Сергееве (Артёме). — М.: Политиздат, 1979. — 454 с. — (Пламенные революционеры). — 300 000 экз. (в пер.)

- Кузьмин Н. П. Экзамен: Сборник. — М.: Советский писатель, 1981. — 360 с. — 30 000 экз. (в пер.)

- Кузьмин Н. П. Короткий миг удачи: повести и рассказы. — М.: Советская Россия, 1982. — 334 с. — 75 000 экз. (в пер.)

- Кузьмин Н. П. Приговор. — М.: Современник, 1983. — 352 с. — (Новинки «Современника»). — 100 000 экз.

- Кузьмин Н. П. Огненная судьба: Повесть о Сергее Лазо. — М.: Политиздат, 1986. — (Пламенные революционеры). (в пер.)

- Кузьмин Н. П. Соседи: Сборник. — М.: Советский писатель, 1987. — 672 с. — 100 000 экз.

- Кузьмин Н. П. Генерал Корнилов. — М.: Воениздат, 1997. — 512 с. — (Редкая книга). — 10 000 экз. — ISBN 5-203-01798-0. (в пер., суперобл.)

- Кузьмин Н. П. Генерал Корнилов. — М.: Воениздат, 2001. — 512 с. — (Редкая книга). — 10 000 экз. — ISBN 5-203-01798-0.

- Кузьмин Н. П. Возмездие. — Голос-Пресс, 2004. — 704 с. — 3000 экз. — ISBN 5-7117-0474-5. (в пер.)

- Кузьмин Н. П. Ночные беседы: Исповедальное. — М.: Граница, 2009. — 512 с. — 3000 экз. — ISBN 978-5-9933-0033-7. (в пер.)

- Кузьмин Н. П. Возмездие. — Профессионал, 2010. — 784 с. — 2000 экз. — ISBN 978-5-901838-66-2.

- Кузьмин Н. П. «Чёрные тюльпаны» перестройки. — Профессионал, 2010. — 528 с. — 3000 экз. — ISBN 978-5-901838-55-6.

- Кузьмин Н. П. Повесть о Котовском. — М.: Граница, 2010. — 328 с. — 2000 экз. — ISBN 978-5-9933-0053-5. (в пер.)

- Кузьмин Н. П. Алма-Атинская повесть: Голгофа писателя Домбровского. — М.: Граница, 2010. — 288 с. — 2000 экз. — ISBN 978-5-94691-419-2. (в пер.)

## Журнальные публикации
- Кузьмин Н. П. От войны до войны. Ночные беседы // Молодая гвардия, 1989, № 7. — С. 9—107.